# Sayaka Mori
Pour les articles homonymes, voir Mori.
Sayaka Mori (森 さやか, Mori Sayaka), née le 29 septembre 1988, est une joueuse de softball internationale japonaise évoluant au poste de joueuse de champ extérieur pour le club du Bic Camera Takasaki Bee Queen.
Après avoir remporté le Championnat du monde organisée à Haarlem aux Pays-Bas en 2014, elle participe au retour du softball au programme des Jeux olympiques d'été, organisés à Tokyo en 2021, où elle décroche la médaille d'or avec l'équipe du pays hôte.

## Palmarès
- Jeux olympiques
  -  Médaille d'or aux Jeux olympiques d'été de 2020 à Tokyo
- Championnat du monde
  -  Médaille d'or au Championnat du monde de 2014 à Haarlem